# Joan Diener
Joan Diener (24 de febrero de 1930 – 13 de mayo de 2006) fue una actriz de teatro y cantante estadounidense con un rango de tres octavas y media. Como lo resumió su obituario en The New York Times, la "exuberante belleza, la impresionante presencia escénica y la voz operística de Diener la convirtieron en una de las favoritas en los musicales, especialmente en el original de 1965 Man of La Mancha."

## Primeros años
Nacida en Columbus, Ohio, Diener se especializó en psicología en Sarah Lawrence College y trabajó como actriz cuando aún era estudiante.

## Carrera
Hizo su debut en Broadway en la revista de 1948 Small Wonder, dirigida por Burt Shevelove y coreografiada por Gower Champion y coprotagonizada por Tom Ewell, Alice Pearce y Jack Cassidy. Apareció en la comedia de 1950 Season in the Sun, escrita por el crítico de teatro de la revista The New Yorker, Wolcott Gibsidy.
Diener conoció a su futuro esposo, el director de teatro Albert Marre, en 1953, cuando ganó el papel de Lalume, la seductora esposa de los Wazir, en Kismet, ganando un Theatre World Award por su actuación. El crítico de teatro del Times Brooks Atkinson escribió: "Como una hussy abandonada, descaradamente maquillada y ligeramente vestida, Joan Diener parece un buen caso de gran incendio provocado y calienta todo el espectáculo." Diener y Marre se casaron tres años después, y posteriormente tuvieron un hijo, Adam, y una hija, Jennifer. Repitió el papel de Lalume en Kismet en el West End de Londres junto a Alfred Drake y Doretta Morrow, quienes habían protagonizado la producción original de Broadway.
En 1958, Marre dirigió una producción de At the Grand, una adaptación musical de la novela de Vicki Baum de 1930 Grand Hotel, en Los Ángeles con Diener como diva de la ópera. (una bailarina en el libro) que se enamora de un encantador, pero hurto, falso barón. (Aunque el espectáculo nunca llegó a Broadway, fue renovado drásticamente más de treinta años después y, dirigido por Tommy Tune, se convirtió en el éxito Grand Hotel).
Man of La Mancha de Mitch Leigh también fue dirigido por Marre, quien eligió a su esposa como Aldonza, la lujuriosa sirvienta imaginada por el desquiciado Don Quijote como la virtuosa Dulcinea. Apareció en la producción Off-Broadway en el ANTA Theatre, que se estrenó el 22 de noviembre de 1965, y luego cuando el musical se estrenó en Broadway en el Martin Beck Theatre el 20 de marzo de 1968. Los críticos fueron unánimes en elogiar su interpretación, pero fue pasada por alto por el comité de nominaciones de Tony. Luego interpretó el papel en Londres y Ámsterdam, en París (protagonizada por Jacques Brel) y Bruselas en francés. Aparece en el reparto grabando con Brel, L'Homme de la Mancha (1968). En 1966, Diener actuó en el show de Ed Sullivan junto con Richard Kiley como Cervantes/Quijote e Irving Jacobson como Sancho Panza. A los 62 años, asumió el mismo papel que había creado décadas antes en el renacimiento de Broadway de 1992 protagonizado por Raúl Juliá cuando Sheena Easton se derrumbó durante una actuación y Diener completó la segunda mitad del espectáculo.
Diener se reunió con Leigh como compositora y Marre como directora de Cry for Us All (1970), que cerró después de nueve actuaciones,. A pesar del fracaso del espectáculo, Diener recibió elogios por su trabajo; en el New York Times, el crítico Clive Barnes escribió: "Del elenco, Joan Diener fue sobresaliente. Tiene una voz naturalmente expresiva y actúa con una sutileza natural, y como esposa ilegítima del héroe demostró ser apasionada y hermosa." Marre también dirigió a Diener en Home Sweet Homer (1975), que cerró la noche de apertura, a pesar de la presencia de Yul Brynner como Odiseo.
Los papeles teatrales más famosos de Diener fueron para otros cuando llegaron a la pantalla - Dolores Gray en Kismet e, inexplicablemente, Sophia Loren en La Mancha - y nunca tuvo una carrera cinematográfica propia. Además de aparecer en Broadway y en el West End de Londres, actuó en clubes nocturnos, como el Blue Angel en Manhattan, en la televisión temprana (Androcles and the Lion en Omnibus), y en el teatro regional.

## Muerte
Joan Diener murió de complicaciones de cáncer en la ciudad de Nueva York, a los 76 años. Diener y Marre tuvieron un hijo, Adam; y una hija, Jennifer.